# European Challenge Cup 2006-07
La European Rugby Challenge Cup 2006-2007 fue la undécima temporada  de la European Rugby Challenge Cup, la segunda competición de rugby union por clubes de los países integrantes del Torneo de las Seis Naciones, y algún que otro participante de otros países.

## Fase de grupos

### Grupo 1
| Team                  | PJ | PG | PE | PP | TF | TC | DT  | PF  | PC  | Dif  | BT | BD | Pts |
| --------------------- | -- | -- | -- | -- | -- | -- | --- | --- | --- | ---- | -- | -- | --- |
| Newport Gwent Dragons | 6  | 5  | 0  | 1  | 29 | 10 | 19  | 211 | 79  | 132  | 4  | 1  | 25  |
| Bristol               | 6  | 5  | 0  | 1  | 26 | 6  | 20  | 168 | 69  | 99   | 4  | 1  | 25  |
| Bucureşti             | 6  | 1  | 0  | 5  | 15 | 35 | -20 | 124 | 230 | -106 | 3  | 1  | 8   |
| Bayonne               | 6  | 1  | 0  | 5  | 14 | 33 | -19 | 106 | 231 | -125 | 2  | 1  | 7   |

### Grupo 2
| Team             | PJ | PG | PE | PP | TF | TC | DT  | PF  | PC  | Dif  | BT | BD | Pts |
| ---------------- | -- | -- | -- | -- | -- | -- | --- | --- | --- | ---- | -- | -- | --- |
| Saracens         | 6  | 5  | 1  | 0  | 35 | 9  | 26  | 225 | 101 | 124  | 5  | 0  | 26  |
| Glasgow Warriors | 6  | 4  | 1  | 1  | 25 | 10 | 15  | 204 | 72  | 132  | 3  | 1  | 22  |
| Narbonne         | 6  | 2  | 0  | 4  | 16 | 20 | -4  | 127 | 171 | -44  | 1  | 1  | 10  |
| Parma            | 6  | 0  | 0  | 6  | 6  | 43 | -37 | 84  | 296 | -212 | 0  | 1  | 1   |

### Grupo 3
| Team              | PJ | PG | PE | PP | TF | TC | DT  | PF  | PC  | Dif  | BT | BD | Pts |
| ----------------- | -- | -- | -- | -- | -- | -- | --- | --- | --- | ---- | -- | -- | --- |
| Brive             | 6  | 5  | 0  | 1  | 32 | 11 | 21  | 225 | 79  | 146  | 3  | 1  | 24  |
| Newcastle Falcons | 6  | 4  | 0  | 2  | 29 | 11 | 18  | 181 | 85  | 96   | 4  | 1  | 21  |
| Montauban         | 6  | 3  | 0  | 3  | 13 | 13 | 0   | 107 | 98  | 9    | 1  | 0  | 13  |
| Petrarca Padova   | 6  | 0  | 0  | 6  | 6  | 45 | -39 | 47  | 298 | -251 | 0  | 0  | 0   |

### Grupo 4
| Team           | PJ | PG | PE | PP | TF | TC | DT  | PF  | PC  | Dif | BT | BD | Pts |
| -------------- | -- | -- | -- | -- | -- | -- | --- | --- | --- | --- | -- | -- | --- |
| Bath Rugby     | 6  | 6  | 0  | 0  | 21 | 9  | 12  | 164 | 106 | 58  | 2  | 0  | 26  |
| Harlequins     | 6  | 4  | 0  | 2  | 18 | 13 | 5   | 171 | 109 | 62  | 3  | 2  | 21  |
| Connacht Rugby | 6  | 1  | 0  | 5  | 15 | 16 | -1  | 119 | 150 | -31 | 2  | 2  | 8   |
| Montpellier    | 6  | 1  | 0  | 5  | 13 | 29 | -16 | 116 | 205 | -89 | 0  | 1  | 5   |

### Grupo 5
| Team               | PJ | PG | PE | PP | TF | TC | DT  | PF  | PC  | Dif  | BT | BD | Pts |
| ------------------ | -- | -- | -- | -- | -- | -- | --- | --- | --- | ---- | -- | -- | --- |
| Clermont           | 6  | 6  | 0  | 0  | 27 | 13 | 14  | 210 | 107 | 103  | 4  | 0  | 28  |
| Worcester Warriors | 6  | 4  | 0  | 2  | 22 | 13 | 9   | 141 | 99  | 42   | 3  | 1  | 20  |
| Rugby Viadana      | 6  | 2  | 0  | 4  | 12 | 20 | -8  | 114 | 145 | -31  | 1  | 2  | 11  |
| Albi               | 6  | 0  | 0  | 6  | 7  | 22 | -15 | 66  | 180 | -114 | 0  | 0  | 0   |

## Fase final

### Cuartos de final
| 30 de marzo | Clermont | 24 - 19 | Newcastle Falcons |  |  |

| 31 de marzo | Bath Rugby | 51 - 12 | Bristol Bears |  |  |

| 31 de marzo | Newport Gwent Dragons | 39 - 17 | CA Brive |  |  |

| 1 de abril | Saracens | 23 - 19 | Glasgow Warriors |  |  |

### Semifinales
| 21 de abril | Clermont | 46 - 29 | Newport Gwent Dragons |  |  |

| 22 de abril | Saracens | 30 - 31 | Bath Rugby |  |  |

### Final
| 19 de mayo | Clermont | 22 - 16 | Bath Rugby | Twickenham Stoop,               |  |
|            |          |         |            | Asistencia: 10.134 espectadores |  |

| Bandera de Francia |
| Campeón Clermont   |
| Segundo título     |